# Samantha Saint
Samantha Saint (Memphis, Tennessee; 8 de junio de 1987) es una actriz pornográfica y modelo erótica estadounidense retirada. Fue nombrada la Pet of the Month de octubre de 2012 de la revista Penthouse.

## Carrera
Saint entró en la industria de los filmes adultos en 2011. En septiembre de 2012, firmó un contrato de exclusividad con la Wicked Pictures. Como modelo, fue portada de la revista Penthouse en octubre de 2012.

## Premios y nominaciones
| Año  | Ceremonia    | Resultado | Premio                                                          | Trabajo                             |
| ---- | ------------ | --------- | --------------------------------------------------------------- | ----------------------------------- |
| 2012 | Premios AVN  | Nominado  | Mejor nueva estrella                                            | —                                   |
| 2012 | Premios XBIZ | Nominado  | Nueva estrella del año                                          | —                                   |
| 2012 | Premios XBIZ | Nominado  | Mejor sitio porno del año                                       | SamanthaSaint.com                   |
| 2013 | Premios AVN  | Nominado  | Mejor escena Hombre/Mujer (con Voodoo)                          | The Insatiable Miss Saint           |
| 2013 | Premios AVN  | Nominado  | Mejor escena oral                                               | The Insatiable Miss Saint           |
| 2013 | Premios AVN  | Nominado  | Mejor escena a tres H/H/M(con James Deen y Voodoo)              | The Insatiable Miss Saint           |
| 2013 | Premios AVN  | Nominado  | Rendimiento Femenina del Año                                    | —                                   |
| 2013 | Premios XBIZ | Nominado  | Rendimiento Femenina del Año                                    | —                                   |
| 2013 | Premios XBIZ | Nominado  | Mejor escena - Vignette Release (con Alexis Monroe y Mark Wood) | Office Politics                     |
| 2014 | Premios AVN  | Nominado  | Mejor escena Solo Chicas(con Jessa Rhodes y Anna Morna)         | Bikini Outlaws                      |
| 2014 | Premios AVN  | Nominado  | Mejor escena Suelo                                              | Samantha Saint Is Completely Wicked |
| 2014 | Premios AVN  | Nominado  | Mejor escena a Tres M/M/H(con Anikka Albrite y Mick Blue)       | Samantha Saint Is Completely Wicked |
| 2014 | Premios AVN  | Nominado  | Performance Femenina del Año                                    | —                                   |
| 2014 | Premios XBIZ | Nominado  | Mejor actriz - Couples-Themed Release                           | Change of Heart                     |
| 2014 | Premios XBIZ | Nominado  | Mejor escena - Vignette Release (con Lexington Steele)          | Samantha Saint is Completely Wicked |
| 2014 | Premios XBIZ | Nominado  | Mejor escena - Couples-Themed Release (con Keni Styles)         | Bikini Outlaws                      |